# Lauren Collins

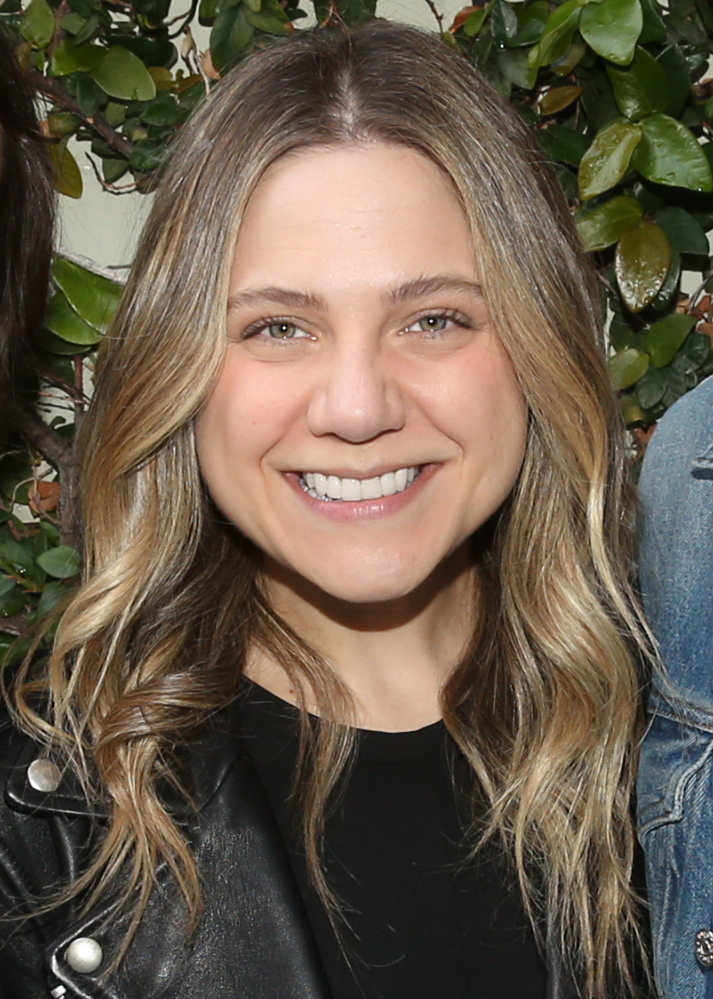
Lauren Collins

Lauren Felice Collins (* 29. August 1986 in Thornhill, Ontario) ist eine kanadische Filmschauspielerin.

## Leben
Lauren Collins schauspielerische Aktivitäten begannen 1998. Nach einigen Nebenrollen in kanadischen TV-Produktionen spielte sie ab 2001 die Rolle der Paige Michalchuk in der Jugendserie Degrassi: The Next Generation. 2006 erschien mit Dance! Jeder Traum beginnt mit dem ersten Schritt ihr Spielfilmdebüt.
Sie wurde für ihre Darstellung bei den Jugendserien Renegadepress.com und Degrassi zweimal für einen Gemini Award nominiert. 

## Filmografie (Auswahl)
- 1999: I Was a Sixth Grade Alien (Fernsehserie, 6 Folgen)
- 2000–2001: Heartbeat (In a Heartbeat, Fernsehserie, 20 Folgen)
- 2001–2008: Degrassi: The Next Generation (Fernsehserie, 142 Folgen)
- 2004: Renegadepress.com (Fernsehserie, Folge 1x04)
- 2006: Dance! Jeder Traum beginnt mit dem ersten Schritt (Take the Lead)
- 2006–2009: Mensch, Derek! (Life with Derek, Fernsehserie, 10 Folgen)
- 2007: Charlie Bartlett
- 2008: Party Date – Per Handy zur großen Liebe (Picture This!)
- 2009–2011: Being Erica – Alles auf Anfang (Being Erica, Fernsehserie, 3 Folgen)
- 2011: Sharpay’s fabelhafte Welt (Sharpay’s Fabulous Adventure)
- 2011: Servitude
- 2013: Long Story, Short (Fernsehserie, 8 Folgen)
- 2014: The Day my Butt went Psycho! (Zeichentrickserie, Stimme, 25 Folgen)
- 2016: Slasher (Fernsehserie, Folge 1x07)
- 2017: The Strain (Fernsehserie, 3 Folgen)
- 2018: Nose to Tail
- 2018–2019: Impulse (Fernsehserie, 4 Folgen)
- 2019: Run This Town
- 2019: The Hot Zonee (Fernsehserie, 2 Folgen)
- 2021: Sex/Life (Fernsehserie, 2 Folgen)
- 2021: Hudson & Rex (Fernsehserie, Folge 3x04)
- 2021: What We Do in the Shadows (Fernsehserie, Folge 3x02)
- 2023: Sister Dating Swap (Fernsehfilm)
- 2023: Pretty Hard Cases (Fernsehserie, 2 Folgen)
- 2023: Slip (Fernsehserie, 2 Folgen)
- 2024: My Dead Mom (Fernsehserie, 7 Folgen)